# Alice Terry
Alice Terry, född Alice Frances Taaffe den 29 juli 1899 i Vincennes, Indiana, död 22 december 1987 i Burbank, Kalifornien, var en amerikansk filmskådespelare. Hon började sin karriär under stumfilmseran och medverkade i 39 filmer mellan 1916 och 1933. Hon var gift med regissören Rex Ingram mellan 1921 och hans död 1950.

## Filmografi i urval
- 1919 – Kärlekstjuven
- 1920 – Blinda äkta män
- 1921 – De fyra ryttarna
- 1922 – The Prisoner of Zenda
- 1923 – Scaramouche
- 1925 – Kungar i landsflykt